# Epifanio de Moirans
Fray Epifanio de Moirans, en el mundo Épiphane Dunod (Moirans-en-Montagne, en el entonces español Franco Condado, actual partido judicial del Jura, 1644-Tours, 6 de enero de 1689) fue un jurista y fraile capuchino originario del franco-condado abolicionista de la esclavitud

## Biografía
Perteneciente a la familia de los Dunod, ingresó en el noviciado que tenían los capuchinos en la provincia de Borgoña (convento de Vesoul, Alta Saona, 1665). En 1676 obtuvo licencia del Provincial de Normandía para pasar a la misión de Cayena en las Indias Occidentales con otro misionero, Buenaventura de Courtray, pero como los holandeses ocuparon la colonia volvieron a Portugal. Allí solicitaron del rey Pedro II permiso para pasar a Brasil, que les fue negado. Viajaron a Génova en junio de 1677 para informar de sus gestiones y situación al papa Inocencio IX y a Propaganda Fide. Pero Cayena fue reconquistada por los franceses y volvieron. En 1678 está en Martinica y luego pasó de la isla de San Vicente a tierra firma en la provincia de Cumaná, territorio español, donde ejerció hasta que las autoridades lo apresaron entre noviembre y diciembre de 1680 cuando acompañaba a un grupo de indígenas. El gobernador lo mantuvo en la cárcel en Cumaná porque el Prefecto de la misión capuchina le dijo que se había introducido en ese territorio sin licencia y por ser francés. Se le tenía además por espía y por eso fue enviado a La Habana para ser conducido al Real y Supremo Consejo de Indias en España. Llegó a La Habana en junio de 1681 y pudo esclarecer al fin su condición de misionero alegando las facultades que el vicario general de Caracas le había dado para confesar y celebrar misa. Allí comprobó de cerca los progresos de la trata de negros, que rechazaba. Con ese propósito predicó con gran escándalo en La Habana y leyó además la Resolución sobre la libertad de los negros y sus originarios en el estado de paganos, escrito de su hermano capuchino fray Francisco José de Jaca, a quien había conocido además en el convento franciscano de La Habana. Desde entonces su destino se unirá en su común declaración en defensa de los derechos de los negros y los indios. Él asimismo escribirá sus Servi liberi seu naturalis mancipiorum libertatis iusta defensio, dirigido a Carlos II y que permacerá inédito en el Archivo de Indias de Sevilla hasta ser descubierto en 1982.
La obra está formada por unas conclusiones, un prólogo y catorce capítulos de los cuales dedica cinco a impugnar la esclavitud de los negros por ir en contra el derecho
natural, del derecho divino y del derecho de gentes y otros seis a demostrar la inconsistencia de los argumentos de los que considera adversarios de su tesis: los padres Antonino Diana, teatino; y los jesuitas Tomás Sánchez, Luis de Molina, Fernando Rebello, Diego de Avendaño y Francisco Suárez; finaliza exigiendo la restitución no solo de lo que le corresponde a los esclavos por el trabajo realizado, sino también por los beneficios que obtuvieron de sus padres si estos fueron también esclavos. Para él la compraventa de los negros en África es ilícita y los que posean algunos deben manumitirlos y restituirles el salario no cobrado por los trabajos que hicieron. Además, para el negro esclavo es una obligación huir en busca de lugares donde pueda encontrar los medios necesarios para su salvación.
Epifanio y Francisco José de Jaca recibieron la hostilidad del Provincial de la observancia y tuvieron que irse a vivir a la ermita del Cristo de Potosí. Allí estuvieron predicando en su entorno, causando disturbios y negando los sacramentos y la absolución a los negreros y dueños de esclavos que no compartían sus ideas. El provincial les movió pleito para que volvieran. Son suspendidos y excomulgados y llevados al convento de San Juan de Dios, donde el prior Luis de Castro les prohíbe únicamente predicar, pero (irregularmente) no confesar, celebrar ni moverse libremente. El provincial decidió al cabo entregarlos al poder civil para que los encarcelase. En 1682 son conducidos a Cádiz, donde son separados. Ellos solo reconocen la autoridad del Papa y de la Congregación de Propaganda Fide. El francés es conducido al convento de Segovia, donde permanece seis meses; luego se encuentra en Roma en 1685. El Santo Oficio falla en 1686, ni afirmando ni negando nada, pero reconociendo la necesidad económica de la esclavitud y ordenando que se recojan las obras de los dos misioneros. Fallece en el Convento de San Nicolás de Tours en 1689.

## Obras
- Servi liberi seu naturalis mancipiorum libertatis iusta defensio; hay traducción española moderna: Siervos libres: una propuesta antiesclavista a finales del siglo XVII; edición crítica por Miguel Anxo Pena González, 2007. Hay edición bilingüe en inglés por Edward R. Sunshine, A Just Defense of the Natural Freedom of Slaves: All Slaves Should be Free, by Epifanio de Moirans : A Critical Edition and Translation of Servi Liberi Seu Naturalis Mancipiorum Libertatis Justa Defensio (latín e inglés), Lewiston (New York), Edwin Mellen Press, 2007.